# Какуні

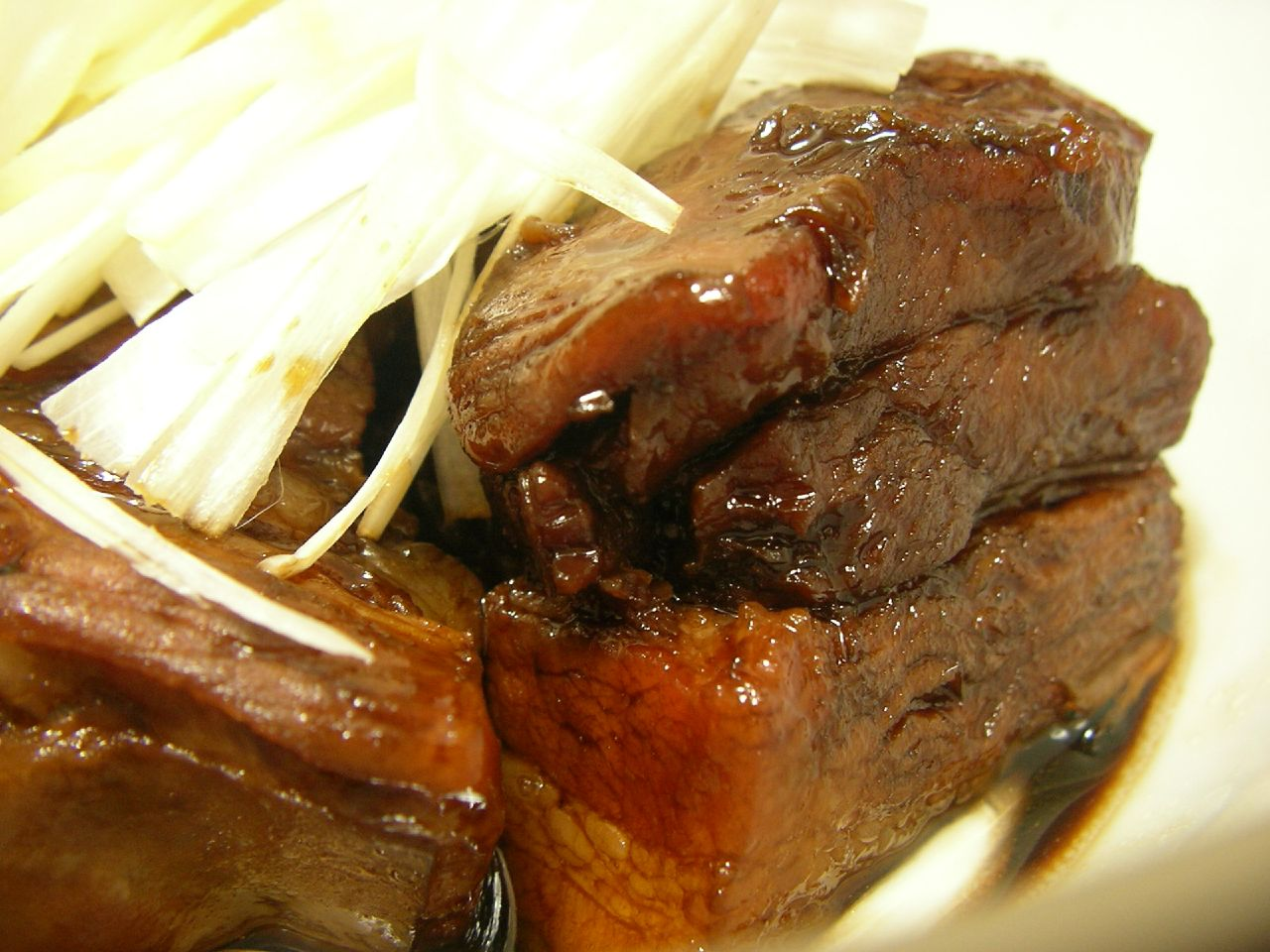
Какуні

Какуні (яп. 角煮) — японська страва з тушкованої свинини. У назві, каку (角) походить від какуґірі (角切り), що значить ‘розрізаний на кубики’, та ні (煮) від ніру (煮る), що значить тушити/готувати в рідині.
Какуні — це популярний регіональний продукт (мейбуцу) з Кюсю, зокрема Нагасакі. Походження цієї страви, швидше за все, китайське, що робить її формою японської китайської кухні; вона подібна до свинину Донгпо, хоча японська версія є легшою стравою. Під час династії Мін та династії Сун існував важливий китайсько-японський торговий шлях між Ханчжоу та Кюсю. Багато китайців мешкали у великих портових містах Кюсю, зокрема в Нагасакі; так само багато японців жили в Ханчжоу. Вважається, що какукні було принесене до Японії як результат цих торгових відносин.
Регіональна варіація Окінави називається рафут.

## Приготування
Какуні готується з товстих кубиків грудинки свинини на повільному вогні з дасі, соєвим соусом, міріном, цукром, і саке. Готуючи м'ясо протягом тривалого часу при низькій температурі воно стає надзвичайно ніжним. Страва часто подається з зеленою цибулею, дайконом і караші (японська гірчиця).
За деякими рецептами ближче до кінця тушіння додають варені яйця.